# Hälg Holding

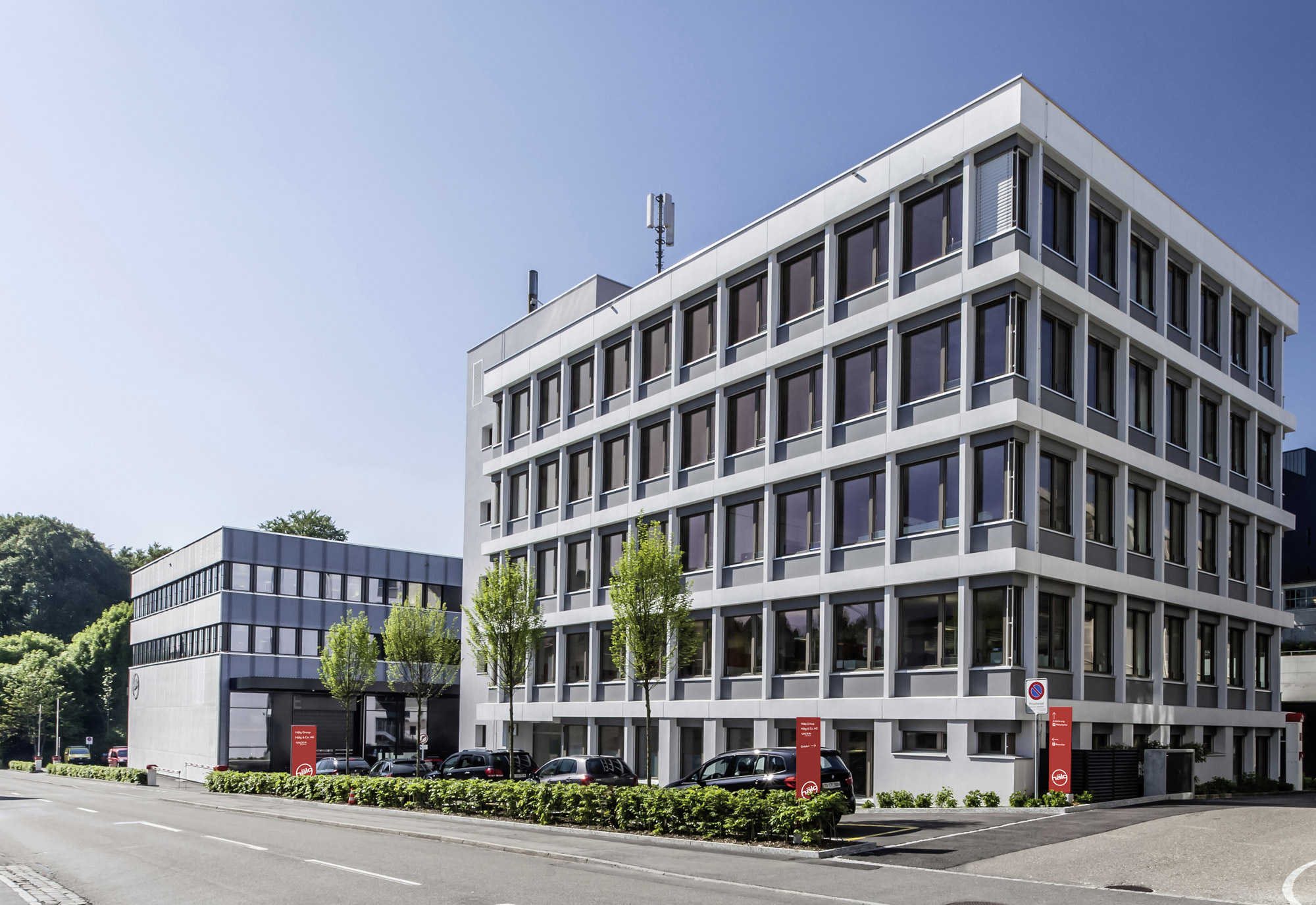
Hauptsitz der Hälg Group in St. Gallen

Die Hälg Holding AG (Marktauftritt Hälg Group) mit Sitz in St. Gallen ist ein Schweizer Gebäudetechnikunternehmen. Die Tätigkeitsbereiche der Hälg Holding AG umfassen den Anlagenbau mit den Gewerken Heizung, Lüftung, Klima, Kälte, Sanitär, sowie Gebäudeautomation, Service, Lüftungsreinigung und Facility Management. Das inhabergeführte Familienunternehmen beschäftigt über 1240 Mitarbeitende und erwirtschaftete 2024 einen Umsatz von 365 Millionen Schweizer Franken.

## Geschichte
Das Unternehmen wurde 1922 durch Ferdinand Hälg als Ferd. Hälg Zentralheizungsfabrik gegründet. Nach Hälgs Tod 1940 wurde es in die Kommanditgesellschaft Hälg & Co. umgewandelt und gleichzeitig die Unternehmensführung an Emil Hälg in zweiter Generation übergeben. 1981 erfolgte die Umwandlung in eine Aktiengesellschaft als Hälg & Co. AG.
Mit Heinz Graf-Hälg übernahm 1986 die dritte Generation die Führung. Unter seiner Leitung wurden 1989 eine Holdingstruktur aufgebaut und in den darauffolgenden Jahren mehrere Übernahmen getätigt sowie die Tochtergesellschaft Hälg Facility Management AG gegründet. Von 2002 bis 2019 trat die Unternehmensgruppe unter der Dachmarke Hälg Building Services Group auf.
2008 übernahmen die Brüder Roger und Marcel Baumer, Ur-Enkel des Firmengründers, die Unternehmensführung. 2011 erfolgte ein Rebranding mit neuem Marktauftritt. 2017 wurde die Abteilung Engineering der Hälg & Co. AG mit der Brunner Haustechnik AG fusioniert und in Vadea AG umfirmiert.
2019 wurde die Dachmarke von bisher Hälg Building Services Group nach Hälg Group umgewandelt.
2022 feierte die Hälg Group ihr 100-jähriges Bestehen. Zeitgleich wurde das Tochterunternehmen Vadea AG unabhängig. Per 1. Januar 2024 übergaben die beiden Inhaber und Brüder Marcel und Roger Baumer ihre operativen Tätigkeiten. Sandro Keller übernahm die Leitung des Unternehmensbereichs Gebäudetechnik.

## Organisation
Die Hälg Group ist in drei Unternehmensbereiche gegliedert:
- Gebäudetechnik (Anlagenbau, Service und Gebäudeautomation)
- Facility Management
- Zentrale Dienste

Zur Gruppe gehören verschiedene Tochterfirmen: Hälg & Co. AG, Dober AG, Klima SA, Meneo Energie SA, Zahn + Co. AG, Hälg Facility Management AG und GOAG General Optimizing AG, Valcalorie SA.

## Übernahmen und Akquisitionen
- 2005: Übernahme der Klima AG mit Hauptsitz in Basel
- 2010: Übernahme der Brunner Haustechnik AG mit Sitz in Wallisellen
- 2012: Übernahme der Zahn + Co. AG mit Sitz in Kreuzlingen[4]
- 2014:  Übernahme der GOAG General Optimizing AG mit Sitz in Zürich. GOAG ist spezialisiert auf dem Gebiet der Lufthygiene in geschlossenen Räumen und führt Analysen der Raumluft durch.[5]
- 2017: Übernahme der Dober AG mit Sitz in Schlieren. Die Hälg & Co. AG hat ausserdem zwei Firmen aus der Region St. Gallen übernommen und komplett integriert.
- 2018: Übernahme der Meneo Energie SA in Marin-Epagnier und La Chaux-de-Fonds
- 2020: Übernahme der Jul. Meisser Haustechnik AG und Integration in die Hälg & Co. AG Chur
- 2021: Übernahme der Malpur Gebäudetechnik AG und Integration in die Hälg & Co. AG Winterthur
- 2022: Übernahme der Simeon Haustechnik AG und Integration in die Hälg & Co. AG in Chur. Übernahme der ETAVIS Facility Services AG und Integration in HFM Zürich. Übernahme der Gygli + Partner AG und Integration in Hälg & Co. AG Bern.
- 2023: Übernahme der Ardüser AG in Arosa und Integration in die Hälg & Co. AG Chur.[6]
- 2024: Übernahme der Meier Tobler Lüftungshygiene AG[7], Caspar Haustechnik AG[8] sowie der Oberhänsli AG Gebäudetechnik[9].
- 2025: Übernahme der Löwen Bau- und Betriebs AG[10], der Charly Sanitaire SA in Fribourg[11], der Dörflinger & Partner AG[12] und der Valcalorie SA aus Sion[13].

## Umsatz und Anzahl der Beschäftigten
- 2011: 269 Millionen CHF, 765 Mitarbeitende
- 2017: 293 Millionen CHF[14]
- 2021: 315 Millionen CHF, 1117 Mitarbeitende[15]
- 2022: 315.7 Millionen CHF, 1057 Mitarbeitende[16]
- 2023: 360 Millionen CHF, 1144 Mitarbeitende[17]
- 2024: 365 Millionen CHF, 1240 Mitarbeitende[18]

Laut einer externen Mitarbeiterbefragung beträgt die Weiterempfehlungsrate rund 98 %.